# جوناثان سرفاتي
جوناثان سرفاتي (بالإنجليزية: Jonathan Sarfati)‏ هو لاعب شطرنج نيوزلندي، ولد في 1 أكتوبر 1964.

## وصلات خارجية
- جوناثان سرفاتي على موقع الاتحاد الدولي للشطرنج (الإنجليزية)
- جوناثان سرفاتي على موقع مباريات الشطرنج (الإنجليزية)
- جوناثان سرفاتي على موقع Chesstempo.com (الإنجليزية)
- جوناثان سرفاتي سجل أولمبياد الشطرنج على موقع OlimpBase.org (الإنجليزية)